# LS I +61 303

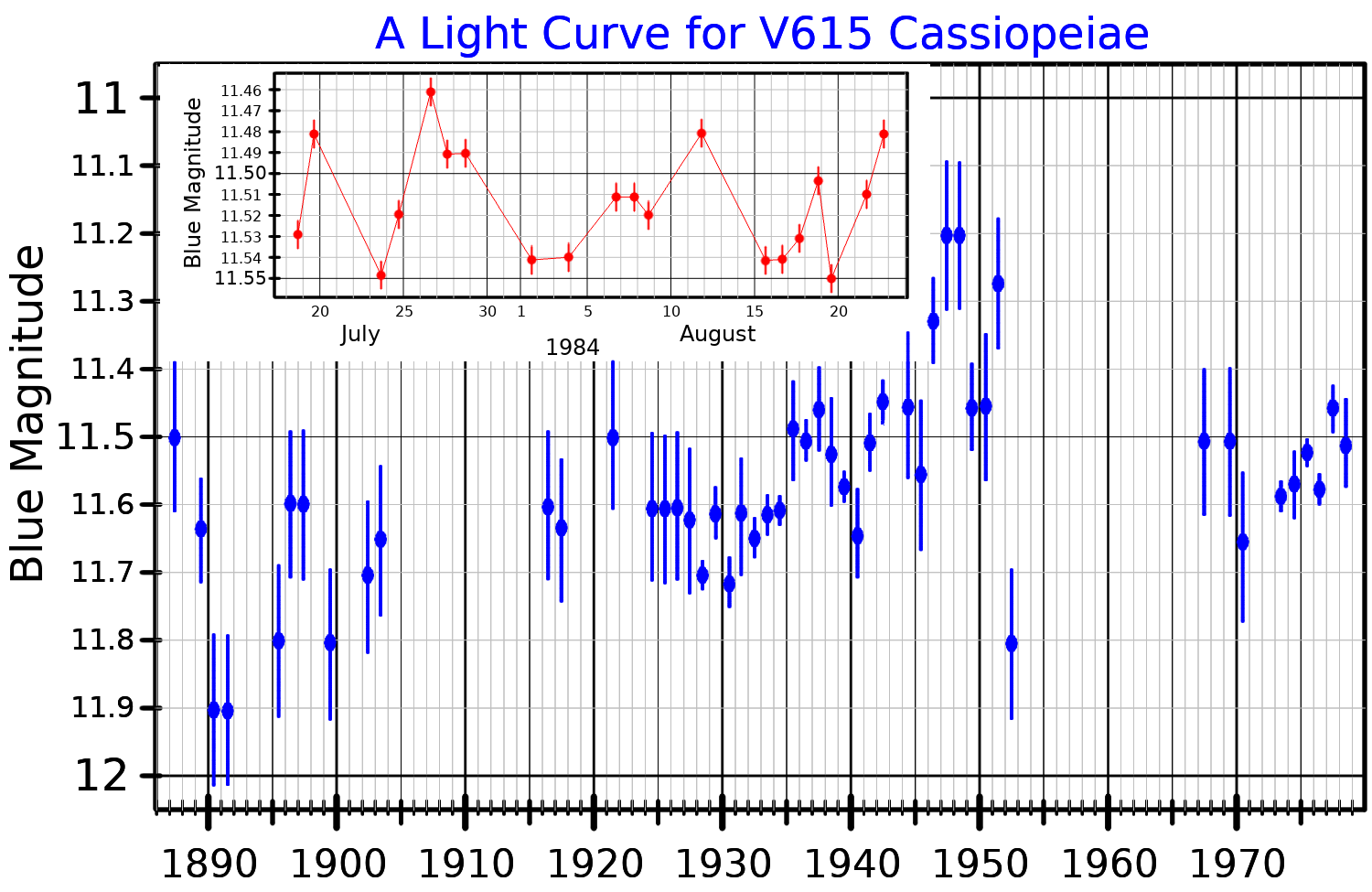
Lichtkromme van LS I +61 303

LS I +61 303 is een bekende gammabron waarvan wordt aangenomen dat het een microquasar is. Het betreft een dubbelster, bestaande uit een type B hoofdreeksster en een neutronenster met een omlooptijd van 26,496 dagen. De emissies van gammastralen verschilt in de loop van de tijd en vertoont een cyclus die gelijk is aan de tijd die de neutronenster er over doet om de baan 1 keer te doorlopen. Dit is een indicatie dat de gammastralen ontstaan door een interactie van de twee sterren in dit röntgendubbelstersysteem. 
De precieze oorsprong van de waargenomen straling, niet alleen gamma-, maar ook röntgen- en radiostraling, is onzeker. Dit kan te wijten was aan de rotatie van de neutronenster, zoals bij nen pulsar of materiaal dat op de neuronenster stort, het accretie-model of aan interactie van de straling van een pulsar met de zonnewind afkomstig van de ster (het jet-model). Metingen met behulp van VLBI laten zien dat de neutronenster een komeetachtige staart heeft, die altijd van de ster afwijst. De snelheid waarmee materiaal wordt uitgestoten varieert tussen 1000 km/s (apastron) en 7500 km/s (periastron).
Naast LS I +61 303 zijn er nog twee andere systemen die hoogenergetische gammastralen uitzenden, namelijk PSR B1259-63 en LS 5039.